# 姬路市立美術館

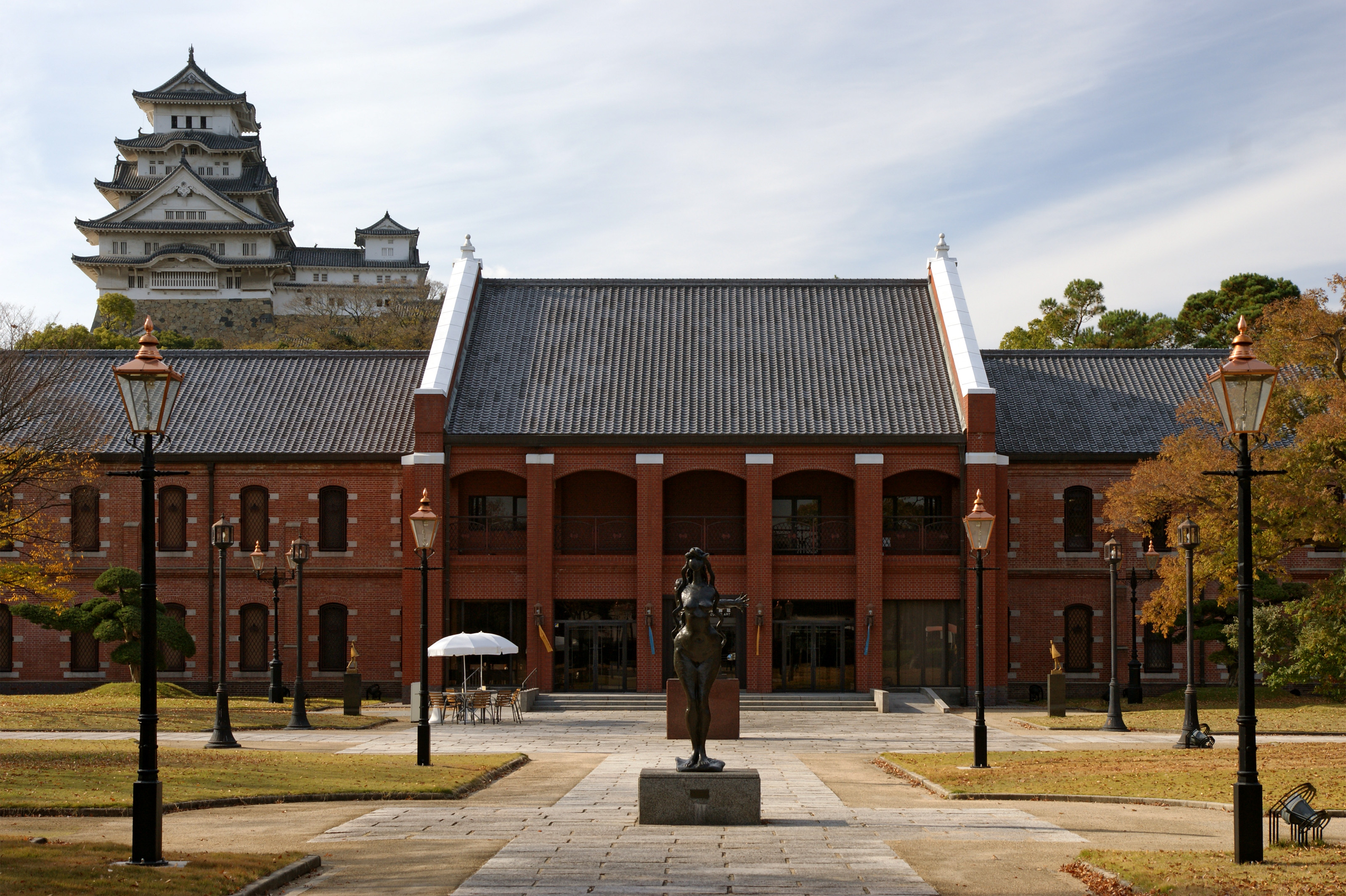
東側（背後为姬路城天守）

姬路市立美术馆（日语：ひめじしりつびじゅつかん）是一座美術館，位于日本兵库县姬路市本町68-25姬路公園。館長永田萌。
姬路市立美术馆成立于昭和58年（1983年）。设有常設展示室、企画展示室、講堂、喫茶室、庭園等。
美术馆的红砖建筑群建于1905年，1913年扩建。占地面积14984平方米，建筑面积2936平方米。建筑原为陆军姬路兵器支厂，后为日军第十师团兵器部的被服仓库，日本战败后曾作为姬路市政府使用，1983年作为美术馆再生利用。2003年登记为登録有形文化財。

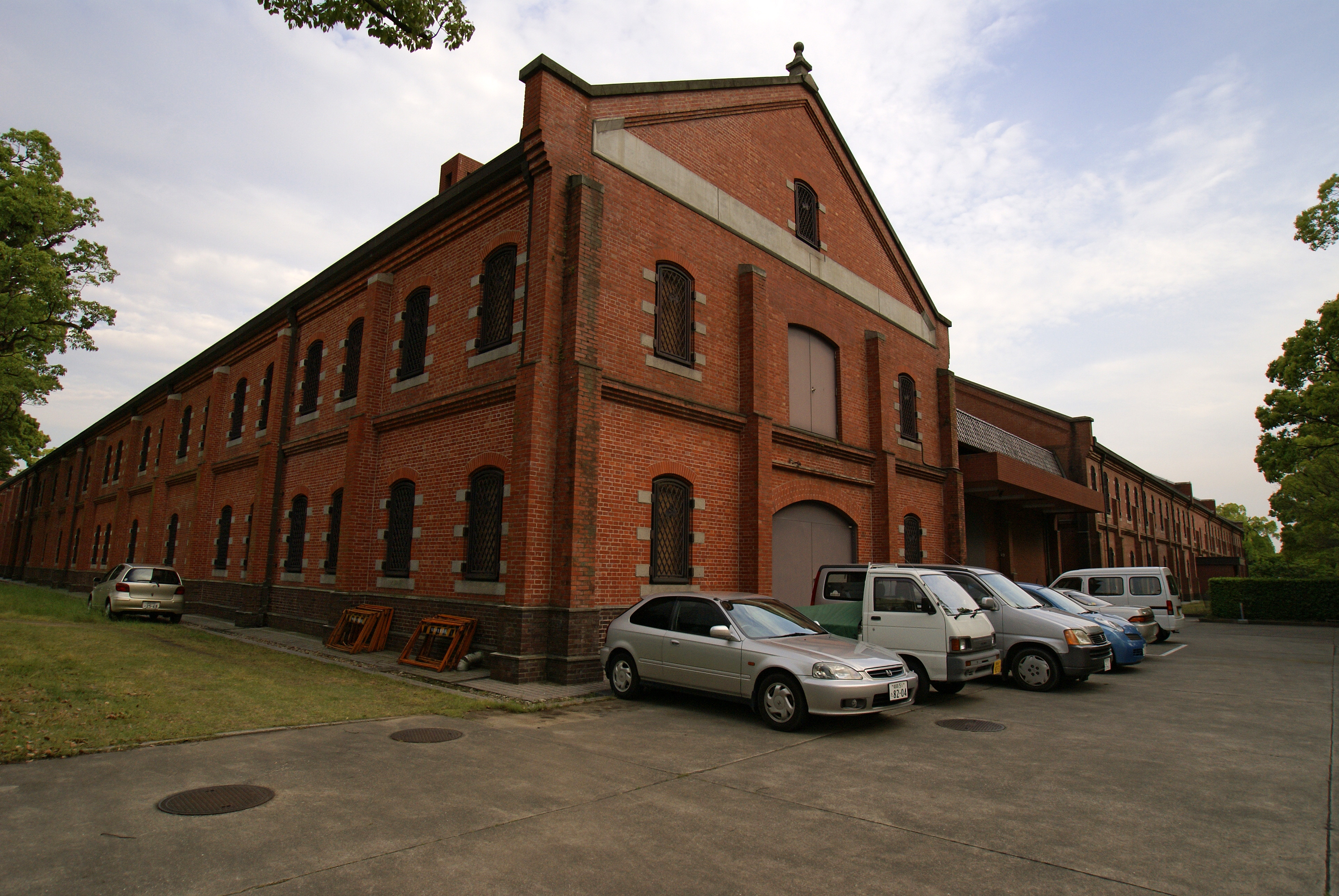
北東角
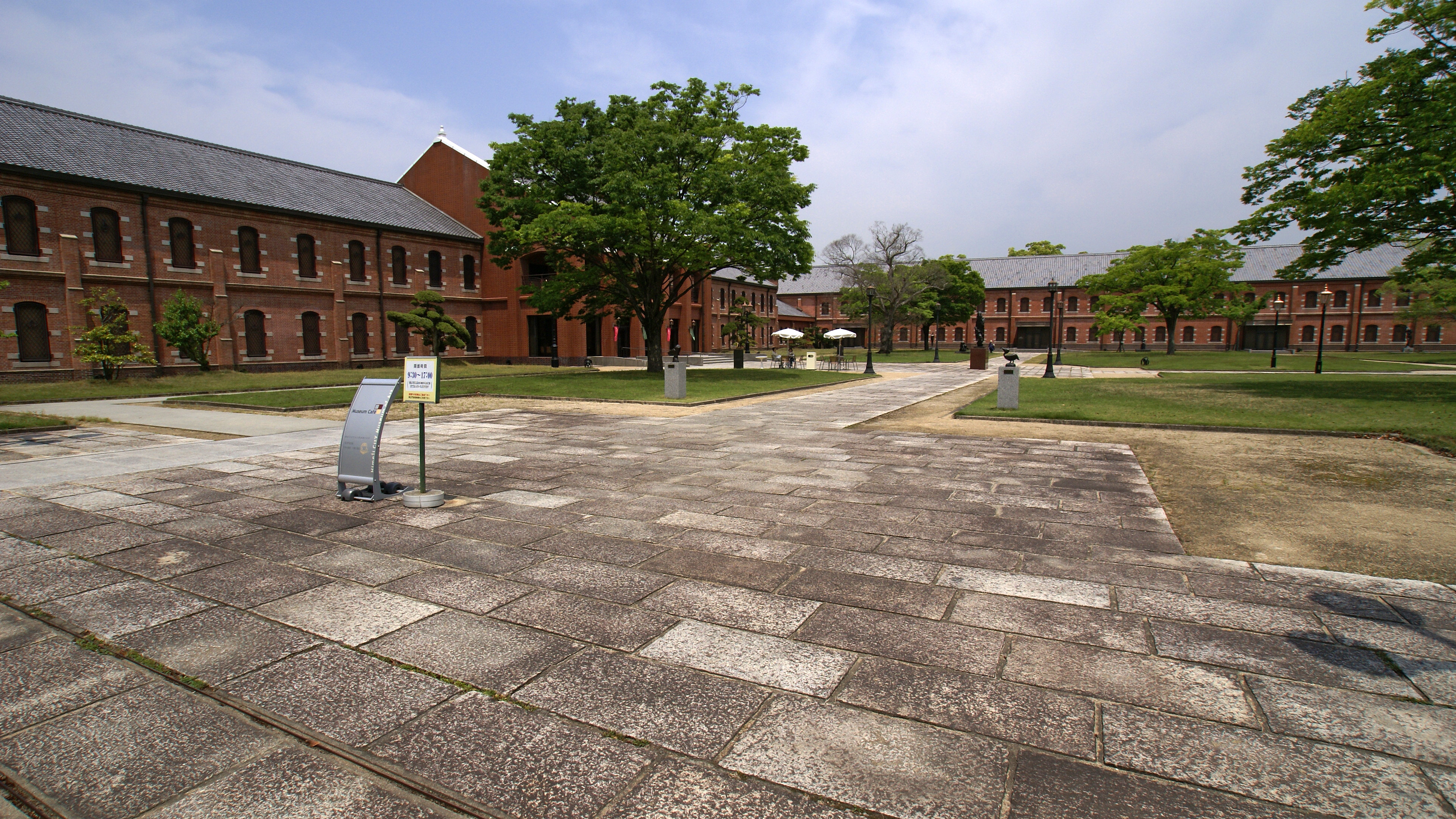
南側

## 主要藏品

### 西洋絵画
- 讓-巴蒂斯·卡米耶·柯洛（Jean-Baptiste Camille Corot）“湖”（1860年代）
- 古斯塔夫·库尔贝（Gustave Courbet）“波”（1870年代）
- 克勞德·莫奈（Claude Monet）「アルジャントゥイユの泊地の夕日」（1874年）
- 阿尔弗雷德·西斯莱（Alfred Sisley）「望楼」（1875年頃）
- 埃德加·德加（Edgar Degas）「浴室の裸婦（浴槽の女）」（1882-83年頃）
- 卡米耶·毕沙罗（Camille Pissarro）「花咲くプラムの木」（1889年）
- 莫里斯·郁特里罗（Maurice Utrillo）「サン・メダール教会とムフタール通り」（1913年）
- 拉乌尔·杜菲（Raoul Dufy）「ミシェル・ビヌーの肖像」（1934年）

### 比利时美術
- 费利西安·罗普斯（Félicien Rops）「古い物語」（1867年）
- 詹姆斯·恩索爾（James Sidney Edouard, Baron Ensor）「薔薇」（1881年）
- 让·德尔维勒（Jean Delville）「レテ河の水を飲むダンテ」（1919年）
- 雷內·馬格利特（René François Ghislain Magritte）「観光案内人」（1947年）
- 保罗·德尔沃（Paul Delvaux）「海は近い」（1965年）

### 版画
- 弗朗西斯科·戈雅（Francisco José de Goya y Lucientes）「気まぐれ」「闘牛技」「戦争の惨禍」「妄」
- 亨利·马蒂斯（Henri Émile Benoît Matisse）「ジャズ」（1947年）

### 日本画
- 酒井抱一『集外三十六歌仙』
- 桥本关雪『南国』（1913年）絹本著色 六曲一双
- 松岡映丘『道成寺』〈1917年）絹本著色 六曲一双

### 洋画
- 金山平三「由良海岸」（1945-56年）
- 小出楢重「壁面装飾のための7枚の静物」（1924年）
- 藤島武二「台湾之官女」（1920年）
- 小磯良平「和服之婦人像」（1935年）

### 彫刻
- 奥古斯特·罗丹（Auguste Rodin）「歩く男」（1878年）、「私は美しい」（1882年）
- 安托万·布德尔（Antoine Bourdelle）「モントーバンの戦士」（1898-00年）、「うずくまる浴女」（1906-07年）
- 木内克「エーゲ海に捧ぐ」（1972年）
- 桑原巨守「姉妹」（1980年）
- 峯田義郎「地平線の午後」（1980年）
- 淀井敏夫「海の鳥と少年」（1981年）

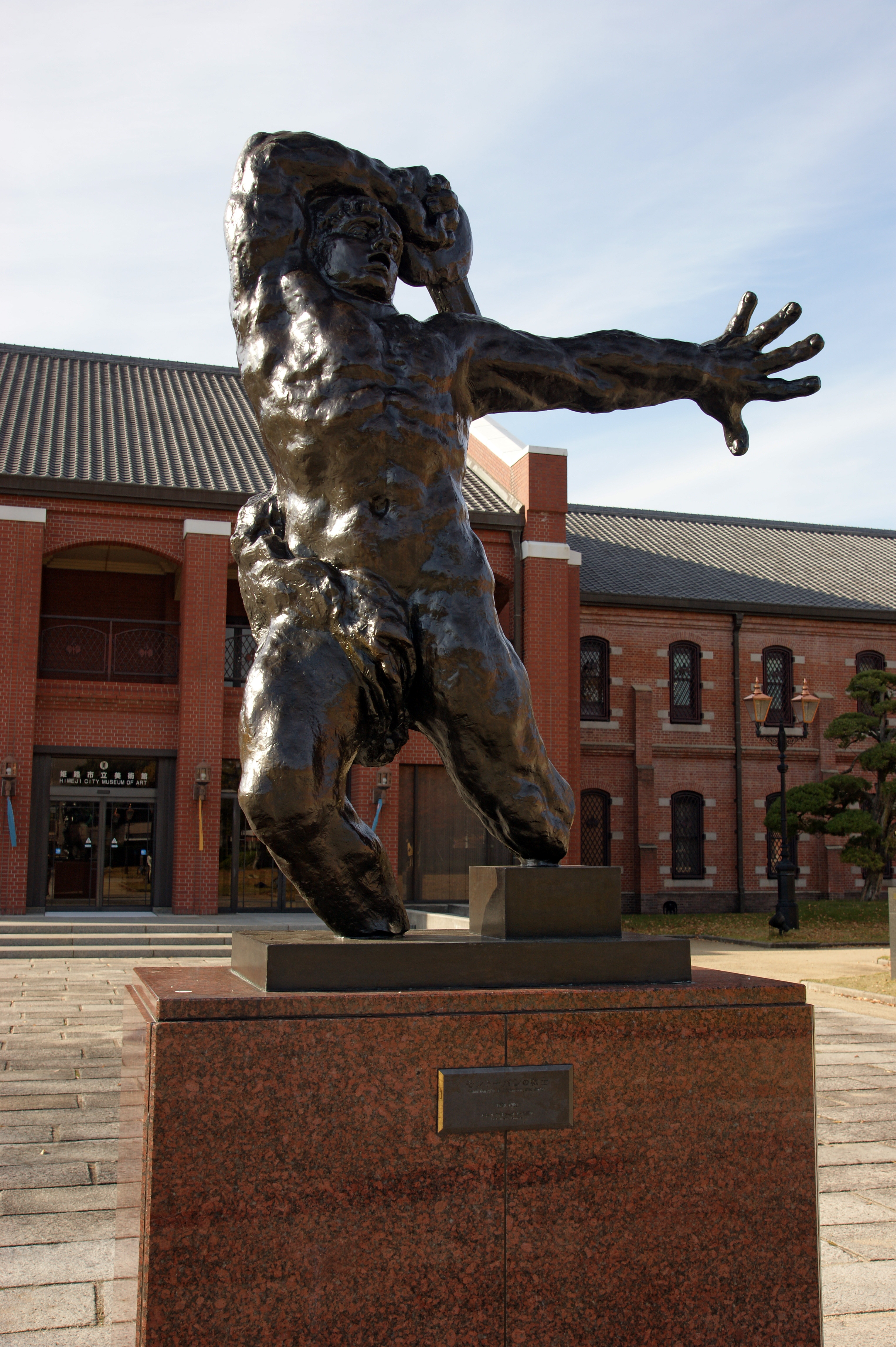
「モントーバンの戦士」 安托万·布德尔
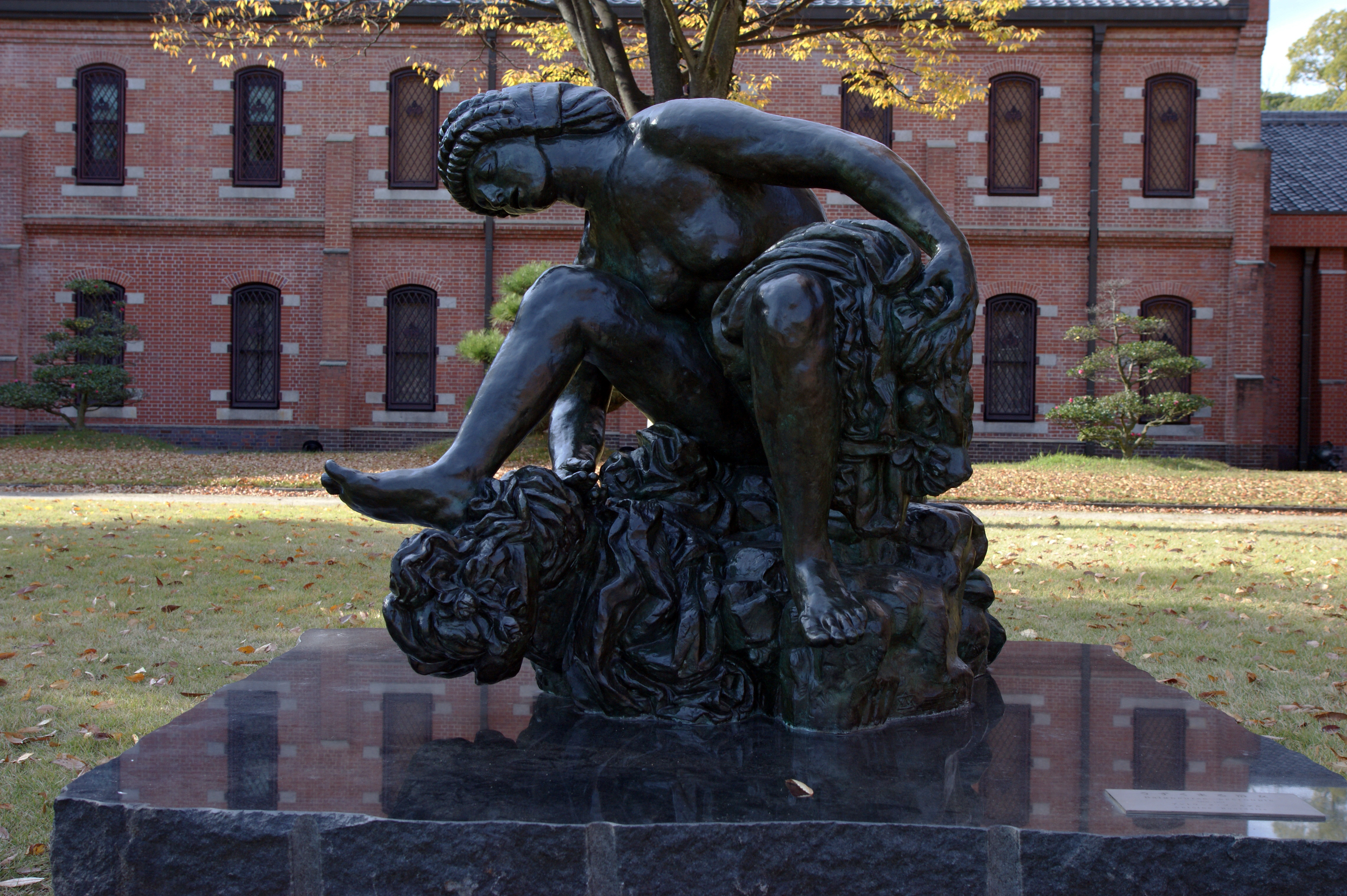
「うずくまる浴女」 安托万·布德尔

## 交通
- JR姬路车站/山陽電車山陽姬路站，徒步18分

## 周辺
- 姬路城
- 好古园
- 兵库县立历史博物馆
- 姬路市立动物园
- 姬路文学馆
- 三木美术馆